# Tatiana Kashirina
Tatiana Kashirina (Татьяна Юрьевна Каширина), née le 24 janvier 1991, est une haltérophile russe.

## Palmarès

### Haltérophilie aux Jeux olympiques
- Haltérophilie aux Jeux olympiques d'été de 2012 à Londres (Royaume-Uni) + 75 kg
  -  Médaille d'argent : 332 kg.

### Championnats du monde d'haltérophilie
- Championnats du monde d'haltérophilie 2015 à Houston (États-Unis) + 75 kg
  - Arraché  Médaille d'or : 148 kg ;
  - Epaulé-jeté  Médaille d'or : 185 kg ;
  - Total haltérophilique  Médaille d'or : 333 kg.

- Championnats du monde d'haltérophilie 2014 à Almaty (Kazakhstan) + 75 kg
  - Arraché  Médaille d'or : 155 kg RM ;
  - Epaulé-jeté  Médaille d'or : 193 kg RM ;
  - Total haltérophilique  Médaille d'or : 348 kg RM.

- Championnats du monde d'haltérophilie 2013 à Wroclaw (Pologne) + 75 kg
  - Arraché  Médaille d'argent : 142 kg ;
  - Epaulé-jeté  Médaille d'or  : 190 kg RM ;
  - Total haltérophilique  Médaille d'or : 332 kg RM.

- Championnats du monde d'haltérophilie 2011 à Paris (France) + 75 kg
  - Arraché  Médaille d'or : 147 kg RM ;
  - Epaulé-jeté  Médaille d'argent : 175 kg ;
  - Total haltérophilique  Médaille d'argent : 322 kg.

- Championnats du monde d'haltérophilie 2010 à Antalya (Turquie) + 75 kg
  - Arraché  Médaille d'or : 145 kg ;
  - Epaulé-jeté  Médaille de bronze : 170 kg ;
  - Total haltérophilique  : 315 kg.

- Championnats du monde d'haltérophilie 2009 à Goyang (Corée du Sud) + 75 kg
  - Arraché  Médaille d'or : 138 kg ;
  - Epaulé-jeté  Médaille d'argent : 165 kg ;
  - Total haltérophilique  Médaille d'argent : 303 kg.

### Championnats d'Europe d'haltérophilie
- Championnats d'Europe d'haltérophilie 2015 à Tbilissi (Géorgie) + 75 kg
  - Arraché  Médaille d'or : 142 kg ;
  - Epaulé-jeté  Médaille d'or : 180 kg ;
  - Total haltérophilique  Médaille d'or : 322 kg.

- Championnats d'Europe d'haltérophilie 2014 à Tel Aviv (Israël) + 75 kg
  - Arraché  Médaille d'or : 143 kg ;
  - Epaulé-jeté  Médaille d'or : 180 kg ;
  - Total haltérophilique  Médaille d'or : 323 kg.

- Championnats d'Europe d'haltérophilie 2012 à Antalya (Turquie) + 75 kg
  - Arraché  Médaille d'or : 145 kg ;
  - Epaulé-jeté  Médaille d'or : 183 kg ;
  - Total haltérophilique  Médaille d'or : 328 kg.

- Championnats d'Europe d'haltérophilie 2011 à Kazan (Russie) + 75 kg
  - Arraché  Médaille d'or : 146 kg RM ;
  - Epaulé-jeté  Médaille d'or : 181 kg ;
  - Total haltérophilique  Médaille d'or : 327 kg RM.

- Championnats d'Europe d'haltérophilie 2010 à Minsk (Biélorussie) + 75 kg
  - Arraché  Médaille d'or : 135 kg ;
  - Epaulé-jeté  Médaille d'or : 162 kg ;
  - Total haltérophilique  Médaille d'or : 297 kg.

- Championnats d'Europe d'haltérophilie 2009 à Bucarest (Roumanie) + 75 kg 
  - Arraché  Médaille d'or : 125 kg ;
  - Epaulé-jeté  Médaille d'or : 155 kg ;
  - Total haltérophilique  Médaille d'or : 280 kg.